# بضع
في الطب، البضع (بالإنجليزية: Incision)‏ هو جرح يحدث بواسطة سكين أو شفرة حادة نظيفة أو شظية زجاجية.